# Болдвин Парк (Мисури)
Болдвин Парк (енгл. Baldwin Park) град је у америчкој савезној држави Мисури.

## Демографија
По попису из 2010. године број становника је 92, што је 23 (-20,0%) становника мање него 2000. године.
| Група             | 2000.       | 2010.      |
| Белци             | 113 (98,3%) | 89 (96,7%) |
| Афроамериканци    | 0 (0,0%)    | 0 (0,0%)   |
| Азијати           | 0 (0,0%)    | 1 (1,1%)   |
| Хиспаноамериканци | 1 (0,9%)    | 0 (0,0%)   |
| Укупно            | 115         | 92         |